# El prendimiento de Cristo (Goya)
Con el título de El prendimiento de Cristo se conoce a una obra emprendida por Francisco de Goya entre 1797 y 1798 para la Catedral de Toledo dónde se encuentra hoy dia, el boceto se encuentra en el museo del Prado 
El lienzo de gran tamaño se encuentra en la sacristía de la catedral de Toledo. La composición focalizada es un homenaje a El expolio de El Greco —ubicada en el mismo emplazamiento— y la iluminación a Rembrandt.

## Análisis
En el cuadro el tema central es el prendimiento de Jesús de Nazaret por los soldados romanos, guiados por Judas Iscariote. Poco después se le llevará a la sesión del Sanedrín, presidida por Caifás, a fin de condenarle.
Es uno de los pocos ejemplos de la pintura religiosa de Goya, ya que el aragonés consideraba a la religión como uno de los grandes males de su tiempo. Ejemplo de ello son algunos grabados de Los caprichos, Los desastres de la guerra y las Pinturas negras.
Cristo es llevado inerme, zarandeado por la soldadesca y la chusma agrupada en torno al Nazareno. La agitación y la violencia protagonizan el boceto, así como el cuadro final. Aquí el pintor demuestra una técnica más libre, a base de pinceladas más largas y espontáneas para expresarse mejor.
En todo caso, esta obra permite aseverar que Goya se aleja paulatinamente del criterio neoclásico en el que se educó, acercándose a pasos agigantados al romanticismo. La técnica magistral del cuadro y su frescura en el abocetamiento no se pierden en el lienzo final, cuyo resultado íntegro puede contemplarse aún.
No es un boceto muy acabado, como los que el maestro realizó en los cartones para tapices. La iluminación y los contrastes de tono de los principales personajes están hechos con gran libertad. No desaparecería este rasgo del cuadro final, como afirma Glendinning.
Los elementos inacabados de El prendimiento de Cristo están en torno a las figuras centrales, aunque en algunos de ellos es justificado puesto que permitiría un  mayor manejo de la oscuridad y los perfiles. Se valora enormemente el carácter oscuro de la pieza, de acuerdo a las convenciones estéticas de lo Sublime Terrible.